# Salaca
Salaca (în estonă Salatsi jõgi) este un râu din nordul Letoniei, în regiunea istorică Vidzeme, cu o lungime de 96 km. El pornește din lacul Burtnieks, curge într-o direcție generală vestică și se varsă în Golful Riga la Salacgrīva. Alte orașe de pe cursul său sunt Mazsalaca și Staicele. Între afluenții săi, cei mai importanți sunt Iģe și Ramata. Teritoriul leton al bazinului râului Salaca este inclus în Rezervația Biosferei Vidzeme de Nord.